# Fred Savage
Frederick Aaron Savage (Chicago, 9 de juliol de 1976) és un actor i director de televisió nord-americà, conegut pel seu paper de Kevin Arnold a la sèrie de televisió nord-americana The Wonder Years (1988 a 1993). Ha guanyat diversos premis i nominacions, com ara People's Choice Awards i Young Artist Awards. També és conegut per interpretar el net del narrador a La princesa promesa i va interpretar a Oswald el pop blau a Oswald. Savage ha treballat com a director i, el 2005, va protagonitzar la sèrie de televisió Crumbs. Més recentment, Savage va tornar a actuar a la sèrie de televisió The Grinder, així com a la sèrie de Netflix Friends from College.

## Primers anys de vida
Savage va néixer a Chicago, Illinois, fill de Joanne i Lewis Savage (1946-2015), que era un agent i consultor immobiliari industrial. Savage va créixer a Glencoe, Illinois, abans de traslladar-se a Califòrnia. El seu germà petit és l'actor Ben Savage i la seva germana menor és l'actriu i música Kala Savage. Els seus avis eren immigrants jueus de Polònia, Ucraïna, Alemanya i Letònia. Va ser criat com a jueu reformista.

## Educació
Savage es va educar a la Brentwood School, una escola privada coeducativa a Brentwood, a la zona de Westside, al Comtat de Los Angeles, a Califòrnia. Es va graduar a la Universitat Stanford el 1999, amb una llicenciatura en anglès i membre de la fraternitat Sigma Alpha Epsilon.

## Carrera

### Actuació

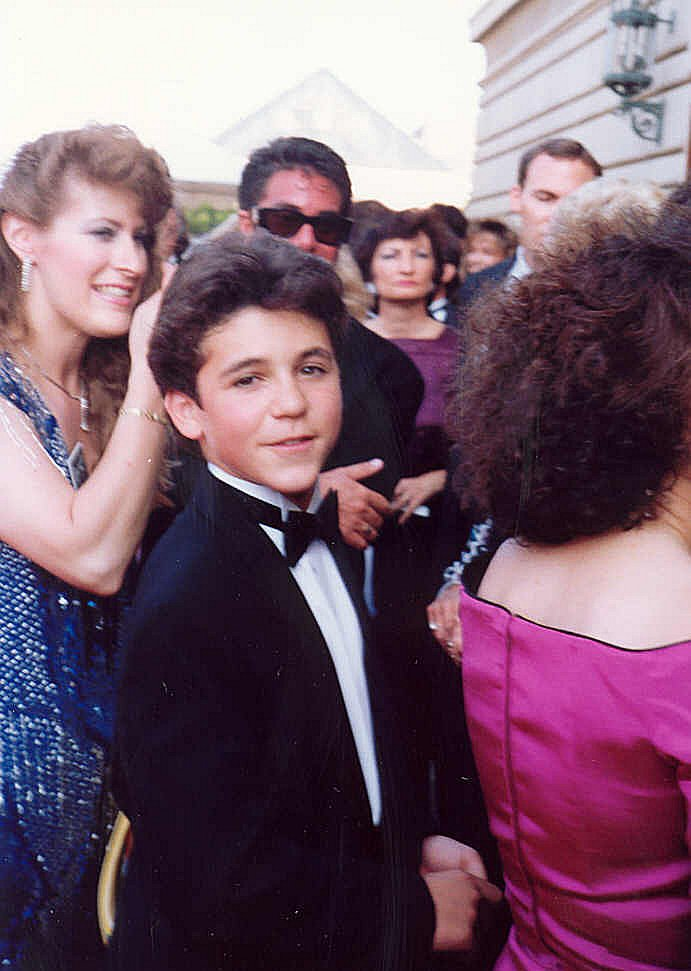
Savage el 1991

La primera actuació de Savage a la pantalla va ser al programa de televisió Morningstar/Eveningstar, als nou anys. Després va aparèixer a la pantalla a Més enlà de la realitat, Dinosaurs! - A Fun-Filled Trip Back in Time!, i diversos programes de televisió, inclosos La dimensió desconeguda i Crime Story abans de guanyar l'atenció nacional com a net a la pel·lícula de 1987 La princesa promesa al costat de Peter Falk.
El 1988, Savage va aparèixer com a Kevin Arnold a The Wonder Years, el paper pel qual és més conegut, i pel qual va rebre dues nominacions als Globus d'Or i dues nominacions als Emmy com a actor principal destacat en una sèrie de comèdia. Als tretze anys, va ser l’actor més jove que va rebre aquests honors. Va romandre al programa fins que va acabar el 1993. Durant aquest període, va aparèixer en diverses pel·lícules, entre les quals destaca Vice Versa (1988), i també va protagonitzar Joves i monstres. Quan van acabar The Wonder Years, Savage va tornar a l'escola secundària als 17 anys i més tard va assistir a Stanford. El seu primer paper televisiu després de l'escola secundària va ser la telecomèdia Working de la cadena NBC, que Savage va protagonitzar durant les seves dues temporades. Savage també va tenir una sèrie de papers convidats i secundaris a finals de la dècada de 1990 i la dècada de 2000, com en el programa Boy Meets World (que protagonitzava el seu germà petit Ben Savage) i en la pel·lícula Austin Powers in Goldmember com The Mole.
Savage ha prestat la seva veu a diversos projectes animats, com Family Guy, Kim Possible, Justice League Unlimited, Oswald i Holidaze: The Christmas That Almost Not Happen. Els seus dos papers principals des The Wonder Years van ser a les curtes comèdies de Working i Crumbs. Va aparèixer com a violador en sèrie en un episodi del 2003 de Law &amp; Order: Special Victims Unit i com a professor faldiller a Boy Meets World. Va ocupar el lloc número 27 a les 100 Greatest Kid Stars de VH1.
El juliol de 2008, Savage va protagonitzar la sèrie web The Rascal on Crackle.
El 2015, Savage va tornar a actuar amb la sèrie Fox The Grinder. El productor Nick Stoller es va apropar a Savage per interpretar el paper de Stewart a The Grinder. Savage no estava interessat al principi, però va acceptar reunir-se amb els productors de la sèrie perquè els seus fills anaven a l'escola amb els fills de Stoller. Savage finalment va acceptar assumir el paper. Fox va cancel·lar The Grinder el 16 de maig de 2016.
El 2017, es va unir al repartiment de la sèrie de Netflix Friends from College com Max Adler, un agent literari homosexual.

### Direcció i producció
El 1999, Savage va començar la seva carrera com a director d'episodis de més d'una dotzena de sèries de televisió. El primer crèdit de Savage com a director va ser a la curta sèrie de la cadena NBC Working, que també va protagonitzar Savage. Després de Working, Savage va començar a observar la producció al programa Even Stevens de Disney Channel per aprendre més l’ofici de la direcció. Savage també va aprendre observant a Amy Sherman-Palladino, Todd Holland i James Burrows.
Els seus crèdits inclouen Boy Meets World, Drake &amp; Josh i Ned's Declassified for Nickelodeon, així com That's So Raven, Hannah Montana i Wizards of Waverly Place per a Disney Channel. A més, Savage ha dirigit per a comèdies de situació de la xarxa en horari prime time, incloses Modern Family i 2 Broke Girls.
A més de dirigir diversos episodis, Savage va coproduir la sèrie original Disney Channel Phil of the Future. El 2007, va ser nominat per al premi del Gremi de Directors per l'episodi Phil "Not-So-Great-Great Granpa".
Savage ha estat productor de diversos episodis de It's Always Sunny in Philadelphia, Friends with Benefits, Party Down, Phil of the Future, The Crazy Ones i Happy Endings .
El 2007, va debutar en la direcció del llargmetratge amb la pel·lícula Daddy Day Camp.

## Filmografia

### Pel·lícules
| Any  | Títol                                        | Funcionava com | Funcionava com | Funcionava com                     | Notes                                                                                     |
| Any  | Títol                                        | Actor          | Director       | Paper                              | Notes                                                                                     |
| ---- | -------------------------------------------- | -------------- | -------------- | ---------------------------------- | ----------------------------------------------------------------------------------------- |
| 1987 | Més enllà de la realitat                     | Sí             | No             | Louis Michaelson                   | Premi al jove artista al millor actor jove de repartiment: pel·lícula                     |
| 1987 | Dinosaurs! - A Fun-Filled Trip Back in Time! | Sí             | No             | Phillip                            |                                                                                           |
| 1987 | La princesa promesa                          | Sí             | No             | El Net                             | Premi Jove Artista al Millor Actor Jove - Pel·lícula                                      |
| 1988 | Vice versa                                   | Sí             | No             | Charlie Seymour / Marshall Seymour | Premi Saturn al millor jove intèrpret                                                     |
| 1988 | Runaway Ralph                                | Sí             | No             | Garfield "Garf" Jerrniga           |                                                                                           |
| 1989 | Joves i monstres                             | Sí             | No             | Brian Stevenson                    |                                                                                           |
| 1989 | The Wizard                                   | Sí             | No             | Corey Woods                        | Nominat - Premi al jove artista al millor actor jove - Pel·lícula                         |
| 1996 | No One Wolud Tell                            | Sí             | No             | Bobby Tennison                     | Basat en una història real                                                                |
| 1997 | A Guy Walks Into a bar                       | Sí             | No             | Josh Cohen                         | Curt                                                                                      |
| 1998 | The Jungle Book: Mowgli's Story              | Sí             | No             | Ell mateix (Narrador)              |                                                                                           |
| 2002 | Les regles del joc                           | Sí             | No             | "A Junkie Named Marc"              |                                                                                           |
| 2002 | Austin Powers in Goldmember                  | Sí             | No             | Número tres / talp                 |                                                                                           |
| 2004 | L’última festa                               | Sí             | No             | Steven Goodson                     |                                                                                           |
| 2004 | Benvingut a Mooseport                        | Sí             | No             | Bullard                            |                                                                                           |
| 2007 | Daddy Day Camp                               | No             | Sí             | N/D                                | Debut en la direcció de llargmetratge Nominada: premi Golden Raspberry al pitjor director |
| 2018 | Super Troopers 2                             | Sí             | No             | A si mateix                        | Cameo a l'escena post-pel·lícula                                                          |
| 2018 | Deadpool 2                                   | Sí             | No             | El Net / Ell mateix                | Tall PG-13 de Deadpool 2                                                                  |

### Televisió
| Any          | Títol                                             | Acreditat per | Acreditat per | Acreditat per | Acreditat per                             | Notes |
| Any          | Títol                                             | Actor         | Director      | Productor     | Paper                                     | Notes |
| ------------ | ------------------------------------------------- | ------------- | ------------- | ------------- | ----------------------------------------- | --- |
| 1986         | La dimensió desconeguda                           | Sí            | No            | No            | Jeff Mattingly                            | Episodi: "What Are Friends For?/Aqua Vita" |
| 1986–1987    | Morningstar/Eveningstar                           | Sí            | No            | No            | Alan Bishop                               | 7 episodis |
| 1987         | Convicted: A Mother's Story                       | Sí            | No            | No            | Matthew Nickerson                         | Pel·lícula per a televisió |
| 1987         | Hello Kitty's Furry Tale Theater                  | No acreditat  | No            | No            | Mowser                                    | Episodi: "Phantom of the Theater" |
| 1988         | ABC Weekend Special: Runaway Ralph                | Sí            | No            | No            | Garfield                                  | Pel·lícula per a televisió |
| 1988         | Run Till You Fall                                 | Sí            | No            | No            | David Reuben                              | Pel·lícula per a televisió |
| 1988–1993    | The Wonder Years                                  | Sí            | No            | No            | Kevin Arnold                              | Paper principal; 115 episodes People's Choice Award for Favorite TV Performer (1989–90) Viewers for Quality Television Award Award for Best Actor in a Quality Comedy Series (1989–90) Young Artist Award for Best Young Actor in a Television Series (1988–89) Nominated– Golden Globe Award for Best Actor – Television Series Musical or Comedy (1989–90) Nominated– Primetime Emmy Award for Outstanding Lead Actor in a Comedy Series (1989–90) |
| 1990         | When You Remember Me                              | Sí            | No            | No            | Mike Mills                                | Pel·lícula per a televisió |
| 1990         | Saturday Night Live                               | Sí            | No            | No            | Ell mateix                                | Presentador; episodi: "Fred Savage/Technotronic" |
| 1991         | Christmas on Division Street                      | Sí            | No            | No            | Trevor Atwood                             | Pel·lícula per a televisió |
| 1992         | Seinfeld                                          | Sí            | No            | No            | Ell mateix                                | Episodi: "The Trip" |
| 1996         | No One Would Tell                                 | Sí            | No            | No            | Bobby Tennison                            | Pel·lícula per a televisió |
| 1996         | How Do You Spell God?                             | Sí            | No            | No            | Ell mateix (Narrador)                     | Pel·lícula per a televisió |
| 1997         | The Outer Limits                                  | Sí            | No            | No            | Danny Martin                              | Episodi: "Last Supper" |
| 1997–1999    | Working                                           | Sí            | No            | No            | Matt Peyser                               | Paper principal; 39 episodis |
| 1998         | Boy Meets World                                   | Sí            | No            | No            | Stuart                                    | Episodi: "Everybody Loves Stuart" |
| 1999         | Working                                           | No            | Sí            | No            | N/D                                       | 1 episodi |
| 1999–2000    | Boy Meets World                                   | No            | Sí            | No            | N/D                                       | 2 episodis |
| 2001         | All About Us                                      | No            | Sí            | No            | N/D                                       | 2 episodis |
| 2001–2002    | Even Stevens                                      | No            | Sí            | No            | N/D                                       | 2 episodis |
| 2001–2003    | Oswald                                            | Sí            | No            | No            | Oswald (veu)                              | 25 episodis |
| 2001–2003    | Nick Jr.                                          | Sí            | No            | No            | Ell mateix (Presentador)                  | Presentador del 3 de setembre de 2001 al 29 d'agost de 2003 |
| 2003         | Law &amp; Order: Special Victims Unit             | Sí            | No            | No            | Michael Gardner                           | Episodi: "Futility" |
| 2003–2005    | That's So Raven                                   | No            | Sí            | No            | N/D                                       | 2 episodis |
| 2004         | Justice League Unlimited                          | Sí            | No            | No            | Hank Hall/Hawk (veu)                      | Episodi: "Hawk and Dove" |
| 2004         | Drake &amp; Josh                                  | No            | Sí            | No            | N/D                                       | 1 episodi |
| 2004–2005    | Unfabulous                                        | No            | Sí            | No            | N/D                                       | 5 episodis |
| 2004–2006    | Phil of the Future                                | No            | Sí            | Sí            | N/D                                       | 9 episodis Nominat–Directors Guild of America Award for Outstanding Directorial Achievement in a Children's Program (Episodi: "Not So Great Great Great Grandpa") |
| 2004–2007    | Kim Possible                                      | Sí            | No            | No            | Wego (veu)                                | Episodis: "Go Team Go" and "Stop Team Go" |
| 2004–2007    | Ned's Declassified School Survival Guide          | No            | Sí            | No            | N/D                                       | 6 episodis |
| 2005         | Kitchen Confidential                              | No            | Sí            | No            | N/D                                       | 1 episodi |
| 2005         | Zoey 101                                          | No            | Sí            | No            | N/D                                       | 2 episodis |
| 2005         | What I Like About You                             | No            | Sí            | No            | N/D                                       | 1 episodi |
| 2006         | Crumbs                                            | Sí            | No            | No            | Mitch Crumb                               | Paper principal; 13 episodis |
| 2006         | Holidaze: The Christmas That Almost Didn't Happen | Sí            | No            | No            | Rusty (veu)                               | Especial per a TV |
| 2007         | Cavemen                                           | No            | Sí            | No            | N/D                                       | 1 episodi |
| 2007         | Hannah Montana                                    | No            | Sí            | No            | N/D                                       | 1 episodi |
| 2007–2008    | Doozers                                           | No            | Sí            | No            | N/D                                       | 4 episodis |
| 2007–2008    | Wizards of Waverly Place                          | No            | Sí            | No            | N/D                                       | 3 episodis Nominat– Directors Guild of America Award for Outstanding Directorial Achievement in a Children's Program (Episodi "The Crazy 10 Minute Sale") |
| 2007–2009    | It's Always Sunny in Philadelphia                 | No            | Sí            | Sí            | N/D                                       | 19 episodis |
| 2008         | Ugly Betty                                        | No            | Sí            | No            | N/D                                       | 1 episodi |
| 2008         | Worst Week                                        | No            | Sí            | No            | N/D                                       | 1 episodi |
| 2009         | Family Guy                                        | Sí            | No            | No            | Ell mateix (veu)                          | Episodi: "Fox-y Lady" |
| 2009         | Zeke and Luther                                   | No            | Sí            | No            | N/D                                       | Episodi pilot Nominat– Directors Guild of America Award for Outstanding Directorial Achievement in a Children's Program (Episodi "Pilot") |
| 2009         | Ruby &amp; The Rockits                            | No            | Sí            | No            | N/D                                       | 1 episodi |
| 2009–2010    | Greek                                             | No            | Sí            | No            | N/D                                       | 2 episodis |
| 2009–2010    | Party Down                                        | No            | Sí            | Sí            | N/D                                       | 9 episodis; productor executiu |
| 2010         | Sons of Tucson                                    | No            | Sí            | No            | N/D                                       | 1 episodi |
| 2010         | Big Time Rush                                     | No            | Sí            | No            | N/D                                       | 2 episodis |
| 2010         | Blue Mountain State                               | No            | Sí            | No            | N/D                                       | 2 episodis |
| 2010–2013    | Generator Rex                                     | Sí            | No            | No            | Noah (veu)                                | 22 episodis |
| 2010–2020    | Modern Family                                     | No            | Sí            | No            | N/D                                       | 14 episodis |
| 2011         | Gigantic                                          | No            | Sí            | No            | N/D                                       | 2 episodis |
| 2011         | Breaking In                                       | No            | Sí            | No            | N/D                                       | 1 episodi |
| 2011         | Perfect Couples                                   | No            | Sí            | No            | N/D                                       | 2 episodis |
| 2011         | Franklin & Bash                                   | No            | Sí            | No            | N/D                                       | 1 episodi |
| 2011         | Friends with Benefits                             | No            | Sí            | No            | N/D                                       | 1 episodi |
| 2011         | Mr. Sunshine                                      | Sí            | Sí            | No            | Ell mateix                                | Episodi: "Celebrity Tennis" |
| 2011         | Happy Endings                                     | Sí            | Sí            | No            | Ell mateix                                | 3 episodis |
| 2011–2012    | How to Be a Gentleman                             | No            | Sí            | No            | N/D                                       | 2 episodis |
| 2011–2016    | 2 Broke Girls                                     | No            | Sí            | No            | N/D                                       | 20 episodis |
| 2012         | Whitney                                           | No            | Sí            | No            | N/D                                       | 1 episodi |
| 2012         | Best Friends Forever                              | No            | Sí            | Sí            | N/D                                       | 6 episodis; productor executiu |
| 2013         | The Michael J. Fox Show                           | No            | Sí            | No            | N/D                                       | 1 episodi |
| 2013         | The Crazy Ones                                    | No            | Sí            | No            | N/D                                       | 2 episodis |
| 2014         | Super Fun Night                                   | No            | Sí            | No            | N/D                                       | 1 episodi |
| 2014         | Growing Up Fisher                                 | No            | Sí            | No            | N/D                                       | 1 episodi |
| 2014         | Friends with Better Lives                         | No            | Sí            | No            | N/D                                       | 4 episodis |
| 2014         | Playing House                                     | No            | Sí            | No            | N/D                                       | 2 episodis |
| 2014         | Bad Teacher                                       | No            | Sí            | No            | N/D                                       | 1 episodi |
| 2014         | Garfunkel and Oates                               | No            | Sí            | Sí            | N/D                                       | 8 episodis; productor executiu |
| 2014         | Marry Me                                          | No            | Sí            | No            | N/D                                       | 1 episodi |
| 2014–2016    | BoJack Horseman                                   | Sí            | No            | No            | Goober / Richie Osborne (veu)             | 2 episodis |
| 2014–present | The Goldbergs                                     | No            | Sí            | No            | N/D                                       | 2 episodis |
| 2015         | Sin City Saints                                   | No            | Sí            | No            | N/D                                       | 2 episodis |
| 2015–2016    | The Grinder                                       | Sí            | No            | No            | Stewart Sanderson                         | Paper principal; 22 episodis Nominat–Premis de la Critica per millor actor en sèrie de comèdia |
| 2015–2016    | Casual                                            | No            | Sí            | No            | N/D                                       | 3 episodis |
| 2017         | Fresh Off the Boat                                | No            | Sí            | No            | N/D                                       | 1 episodi |
| 2017–2019    | Friends from College                              | Sí            | No            | No            | Max Adler                                 | Repartiment principal; 2 temporades |
| 2018         | Child Support                                     | Sí            | No            | No            | Ell mateix                                | Presentador. El 2018, va començar a presentar Child Support (originalment anomenat Five to Survive) amb Ricky Gervais. |
| 2018         | Robot Chicken                                     | Sí            | No            | No            | Oswald / Steve / Westworld Investor (veu) | Episodi: "Scoot to the Gute" |
| 2018         | Modern Family                                     | Sí            | No            | No            | Caleb                                     | Episodi: "Dear Beloved Family" |
| 2018         | LA to Vegas                                       | No            | Sí            | No            | N/D                                       | Episodi: "Parking Lot B" |
| 2018         | Bob's Burgers                                     | Sí            | No            | No            | Parker (veu)                              | Episodi: "Boywatch" |
| 2018–2019    | The Cool Kids                                     | No            | Sí            | No            | N/D                                       | 4 episodis |
| 2018–2021    | The Conners                                       | Sí            | Sí            | No            | Dr. Harding                               | 7 episodis |
| 2019         | What Just Happened??! with Fred Savage            | Sí            | No            | No            | Ell mateix                                | Presentador |
| 2019-2020    | Single Parents                                    | No            | Sí            | No            | N/D                                       | 4 episodis |
| 2020         | Black-ish                                         | No            | Sí            | No            | N/D                                       | 3 episodis |
| 2020         | Indebted                                          | No            | Sí            | No            | N/D                                       | 1 episodi |
| 2020         | Home Movie: The Princess Bride                    | Sí            | No            | No            | El net del narrador                       | 1 episodi |
| 2020         | Dash &amp; Lily                                   | No            | Sí            | No            | N/D                                       | 4 episodes |
| 2021         | The Wonder Years                                  | No            | Sí            | Executiu      | N/D                                       | Pilot |